# لويجي تاسيلي
لويجي تاسيلي (بالإيطالية: Luigi Tasselli)‏ مواليد 20 أكتوبر 1901 في لومبارديا، إيطاليا - الوفاة 5 نوفمبر 1971 في مانتوفا، إيطاليا، كان دراج إيطالي. سبق أن شارك في دورة الألعاب الأولمبية الصيفية وفاز بميدالية أولمبية.

## الميداليات
| الميدالية | المسابقة                       |
| --------- | ------------------------------ |
| ذهبية     | الألعاب الأولمبية الصيفية 1928 |

## روابط خارجية
- لويجي تاسيلي على موقع أرشيف الدراجات (الإنجليزية)
- لويجي تاسيلي على موقع إحصائيات الدراجات الإحترافية (الإنجليزية)
- لويجي تاسيلي على موقع CycleBase (الإنجليزية)
- لويجي تاسيلي على موقع أوليمبيديا (الإنجليزية)
- لويجي تاسيلي على موقع اللجنة الأولمبية الإيطالية (الإيطالية)